# Armando Balboa
Armando Balboa Dougan (Fernando Poo, Guinea Española, mayo de 1931-marzo de 1969) fue un futbolista y dirigente político ecuatoguineano, perteneciente a la etnia bubi, secretario de la Asamblea Nacional de Guinea Ecuatorial tras la independencia del país y militante del Movimiento Nacional de Liberación de Guinea Ecuatorial (MONALIGE).
Balboa había pasado varios años de su vida en Cataluña —de donde era oriunda su mujer— y fue, a fines de la década de 1940, miembro de la plantilla de aficionados (filial) del Fútbol Club Barcelona, en la que se desempañaba como interior izquierdo. Uno de sus hermanos, Norberto, era el abuelo paterno del también futbolista Javier Balboa.

## Biografía
Su abuelo Manuel Balboa, instaló en 1904 el primer cine del país, en Malabo, y participó en 1905 en las negociaciones de un acuerdo de trabajo con el gobierno de Liberia.
Su padre Abilio Balboa Arkins (fallecido en 1967) fue durante algunos años alcalde de Malabo, y nombrado procurador en las Cortes Españolas.
Armando Balboa Dougan nació en Santa Isabel (Malabo) en mayo de 1931. Estudió en La Salle Bonanova de Barcelona y a su regreso a Malabo dirigió las juventudes del Monalige. Concurrió como número 2 en la circunscripción de Fernando Poo por este partido nacionalista y fue elegido diputado en las elecciones que certificaban la independencia de Guinea en 1968.  Tres días después de la proclamación de independencia, Francisco Macías presidió la primera sesión de la Asamblea Nacional de Guinea Ecuatorial en el palacio de la Cámara Agrícola de Malabo donde Balboa fue elegido secretario de la Asamblea y posteriormente nombrado director de la televisión guineana. https://www.facebook.com/elscatalansdeguinea/?ref=hl
Balboa fue detenido e internado en la prisión de Bata durante la crisis diplomática con España, después del supuesto intento de golpe de Estado del 5 de marzo de 1969 liderado por el ministro de Asuntos Exteriores, Atanasio Ndongo y el delegado de Guinea Ecuatorial en las Naciones Unidas, Saturnino Ibongo.
Falleció en la cárcel a consecuencia de una gangrena producida a causa de las heridas sufridas durante su detención. Su muerte fue conocida el 15 de marzo.
Nuria Mercé, la viuda de Armando Balboa, española de origen, y sus cinco hijos, solicitaron protección de la Embajada de España en Malabo, obteniéndola.